# Xenotima-(Yb)
La xenotima-(Yb) és un mineral de la classe dels fosfats, que pertany al grup de la xenotima. Rep el seu nom de la seva composició i de la seva relació amb la xenotima-(Y).

## Característiques
La xenotima-(Yb) és un fosfat de fórmula química Yb(PO₄). Cristal·litza en el sistema tetragonal.
Segons la classificació de Nickel-Strunz, la xenotima-(Yb) pertany a «08.A - Fosfats, etc. sense anions addicionals, sense H₂O, només amb cations de mida gran» juntament amb els següents minerals: nahpoïta, monetita, weilita, švenekita, archerita, bifosfamita, fosfamita, buchwaldita, schultenita, chernovita-(Y), dreyerita, wakefieldita-(Ce), wakefieldita-(Y), xenotima-(Y), pretulita, wakefieldita-(La), wakefieldita-(Nd), pucherita, ximengita, gasparita-(Ce), monacita-(Ce), monacita-(La), monacita-(Nd), rooseveltita, cheralita, monacita-(Sm), tetrarooseveltita, chursinita i clinobisvanita.

## Formació i jaciments
Va ser descoberta a la pegmatita del llac Shatford, a l'àrea de Lac-du-Bonnet, Manitoba (Canadà). També ha estat descrita a la pedrera Håkonhals, a Finnøy (Nordland, Noruega), al mont Ploskaya (óblast de Múrmansk, Rússia), i a la pegmatita Cactus Jack, al comtat de Burnet (Texas, Estats Units).